# 崩堤之夏
《崩堤之夏》是香港作家黑貓C所著作的華文懸疑推理小說。故事的時代背景設定在反對逃犯條例修訂草案運動發生初期，從2019年6月4日的六四事件紀念晚會開始，直到2019年8月31日。角色受到社會運動所引起的震盪，在運動擔當着不同的角色，例如學生、抗爭者、警察。
作者指出希望透過故事記錄運動中發生的事件，讓讀者能夠回憶起當時的感情。
故事中使用了大量反修例運動的相關詞語，包括Telegram、連儂牆、抗爭者創作的歌曲《和你飛》等，並在頁面左側備註說明詞語的來源和意義。

## 故事簡介
註：故事人物名稱並無對應現實人物。

一名年輕抗爭者柴進賢，在參與2019年7月14日的沙田區示威遊行後，於凌晨三點被發現倒躺在黃大仙的摩士公園公廁內，全身多處刀傷，當場喪命。他的朋友兼學生記者楚佩心認為事件可疑，不接受警方草率結案的定論。在機緣巧合之下，她認識了神秘人朱建玄，一同開展了偵查工作，期間又與警察王良摩、趙榛正周旋，慢慢發現到驚人的真相……

## 登場人物
楚佩心
大學生，大學編委會的女記者。柴進賢的朋友。對警方就柴進賢兇殺事件的結案定論表示懷疑，後來遇上朱建玄獲得了一些線索，於是決定展開偵查工作，希望揭開事件背後真相。
朱建玄
王良摩昔日的同學。接手了共享自修室後，暗地裏將自修室用作收留離家出走的年輕抗爭者的地方，因此而認識不少年輕抗爭者。遇見楚佩心後，就自己對王良摩的認識提供了一些意見。後來協助楚佩心進行調查。
王良摩
前綫警員。朱建玄昔日的同學。對抗爭者一方心生厭惡，也不理解他們的想法。忠誠地執行着上司的命令。
趙榛正
高級督察，王良摩的上司。能夠精準地計算着這場運動的發展，給予最適當的指令。
柴進賢
積極地參與運動的抗爭。於故事初期離奇死亡。
「象頭盔」
神秘的抗爭者，在衝突現場指揮抗爭者們與警方對峙。無人知其真身，因戴着貼有卡通象貼紙的頭盔，因此被稱為「象頭盔」、「象帽人」。

## 相關事件
- 2019年香港七一衝突：柴進賢經歷之事件
- 7·14沙田區大遊行：柴進賢兇殺案前夜
- 2019年7月21日香港反對逃犯條例修訂草案遊行：楚佩心與朱建玄相識之緣起
- 太子站襲擊事件：結局之夜